# Aegloidea
Aegloidea is een superfamilie van kreeftachtigen uit de klasse van de Malacostraca (hogere kreeftachtigen).

## Familie
- Aeglidae Dana, 1852